# Аррос негре
Арро́с не́гре (кат. arròs negre, ісп. arroz negro) — валенсійське та каталонська страва, яку готують з каракатиці (або кальмара) і рису, чимось схоже на паелью з морепродуктів. Деякі називають це паелья негра (чорна паелья), хоча традиційно її не називають паельєю, але готують її аналогічним чином.
Аррос негре не слід плутати з чорним рисом, збірною назвою декількох сортів рису, які мають природний темний колір.
Традиційний рецепт цієї страви вимагає чорнила головоногих, (каракатиці або кальмара), білого рису, часнику, зеленого перецю кубанель, солодкої паприки, оливкової олії і бульйону з морепродуктів. Однак багато кухарів додають і інші морепродукти , такі як краби і креветки.
Темний колір страві надає чорнило кальмара, яке також посилює смак морепродуктів.
Крім Валенсії та Каталонії, ця страва популярна на Кубі та в Пуерто-Рико, де на обох островах вона відома як arroz con calamares («рис з кальмарами» по-іспанськи) . На Філіппінах страва вважається підтипом філіппінської адаптації паельї і відома як паелья негра. Страви з чорного рису з чорнилом каракатиці або кальмару також готують в Італії, Хорватії та Чорногорії, де вони відомі як «чорне ризото».
Фідеуа негра (валенс. Fideuà negra — «Чорна локшина») — це варіант, приготовлений з локшиною замість рису, і зазвичай подається з айолі.